# Sybil Marshall
Sybil Marshall (Ânglia Oriental, Inglaterra, 26 de novembro de 1913 - 29 de agosto de 2005), escritora e educadora britânica.